# Vol Lufthansa 181
 (mars 2019).
Si vous disposez d'ouvrages ou d'articles de référence ou si vous connaissez des sites web de qualité traitant du thème abordé ici, merci de compléter l'article en donnant les références utiles à sa vérifiabilité et en les liant à la section « Notes et références ».
Le vol Lufthansa 181 est un vol qui a été détourné le 13 octobre 1977 par quatre pirates de l'air se réclamant du Front populaire de libération de la Palestine.

## Le vol

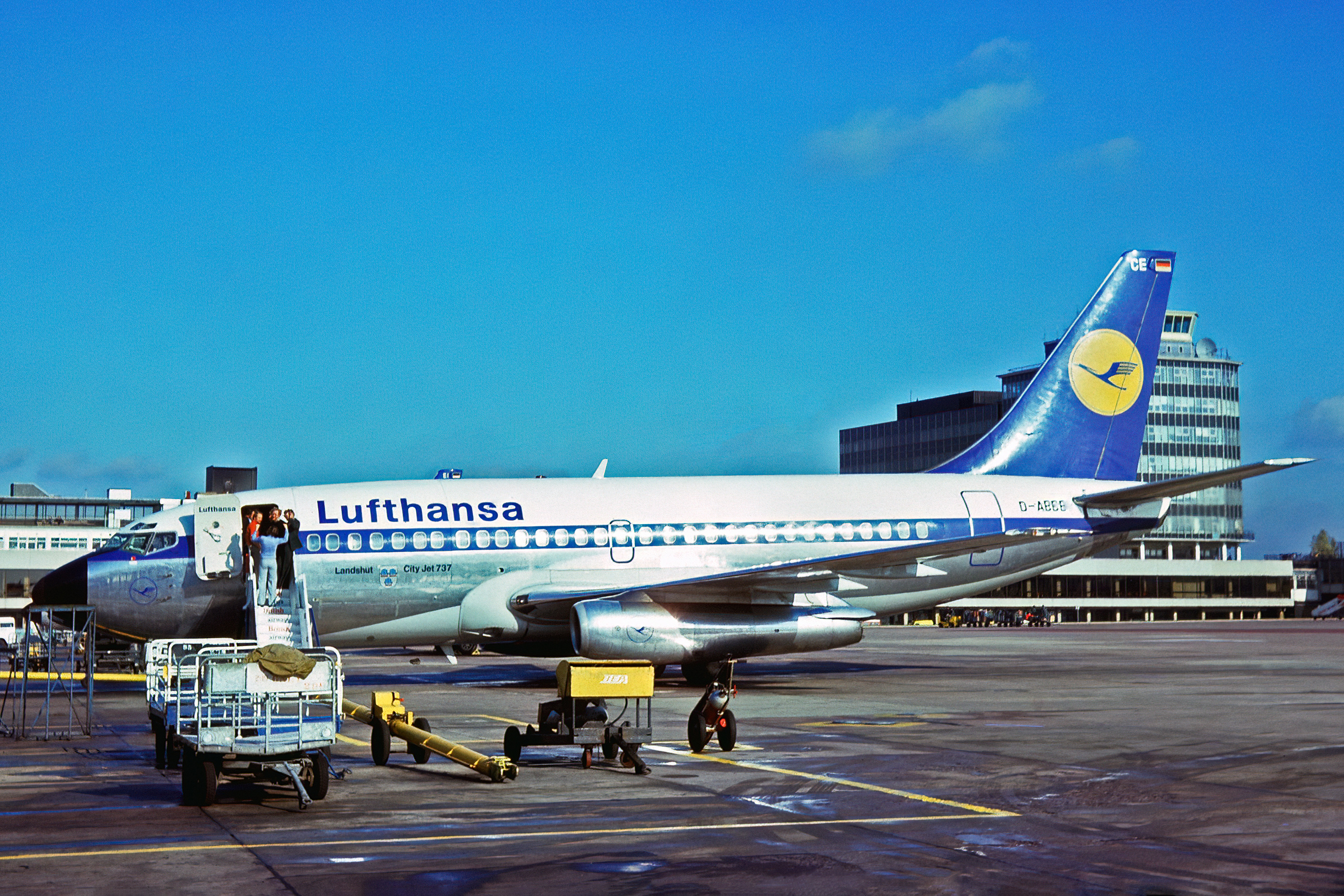
D-ABCE, l'appareil impliqué dans le détournement, ici photographié à l'aéroport de Manchester en octobre 1975.

Le 13 octobre 1977 à 11 heures, le vol Lufthansa LH181, assuré par un Boeing 737 dénommé Landshut, décolle de Palma de Majorque pour Francfort avec 86 passagers et cinq membres d'équipage à bord. Le commandant de bord est Jürgen Schumann, avec comme copilote Jürgen Vietor.

## Le détournement

Route du vol 181 pendant le détournement.

Environ 30 minutes après le décollage, le vol survole Marseille. Quatre pirates, deux Palestiniens, le chef du commando Zohair Youssif Akache, alias capitaine martyr Mahmud (23 ans), et Suhaila Sayeh (22 ans), et deux Libanais, prennent le contrôle de l'appareil et ordonnent de mettre le cap sur Larnaca à Chypre.

### Rome
Par manque de carburant, l'avion effectue une escale à Rome en Italie. Agissant de concert avec le groupe Fraction armée rouge (RAF) qui avait enlevé l'industriel ouest-allemand Hans-Martin Schleyer cinq semaines plus tôt, le commando exige la libération de dix membres de la RAF détenus à la prison de Stuttgart-Stammheim ainsi que de deux Palestiniens détenus en Turquie et une somme de 15 millions de $ US. L'avion décolle à 17 h 45.

### Larnaca
Le Landshut atterrit à Larnaca à 20 h 28. Un représentant de l'Organisation de libération de la Palestine, l'OLP, tente sans succès de persuader Mahmoud de libérer les otages. L'avion est ravitaillé et Schumann décolle à 22 h 50 pour Beyrouth. Cependant cet aéroport signale à l'appareil qu'il est fermé et Mahmoud décide qu'ils iraient à Damas qui refuse à son tour l'autorisation d'atterrissage tout comme ensuite Amman, Bagdad et le Koweït. L’avion se dirige alors vers Bahreïn.

### Bahreïn
L'avion étant à court de kérosène, Bahreïn accepte d’ouvrir l'aéroport à l'avion qui y atterrit le vendredi 14 octobre à 1 h 52. Après le ravitaillement le Landshut décolle pour Dubaï.

### Dubaï
En approchant de Dubaï, l'autorisation d'atterrissage leur est refusée. En survolant l'aéroport, les pilotes remarquent que la piste est bloquée par des camions et des voitures de pompiers. À court de carburant, Schumann informe la tour qu'il atterrira de toute façon et à 5 h 40 il effectue un atterrissage sur la piste principale dégagée. Les terroristes demandent à la tour d'être ravitaillés en eau, nourriture, médicaments et journaux. L'avion reste sur la piste à Dubaï jusqu'au lundi 17 octobre à 0 h 20, heure à laquelle il décolle pour Salalah au sultanat d'Oman.

### Aden
L'autorisation d'atterrissage à Salalah ayant été une fois de plus refusée, l'avion met le cap sur Aden, au Yémen du Sud qu'il atteint à la limite de sa réserve de carburant [réf. souhaitée]. La piste étant également bloquée par des véhicules, l'avion effectue un atterrissage d'urgence sur une bande sablonneuse parallèle aux pistes. Le commandant Jürgen Schumann reçoit l’autorisation de Mahmoud de descendre de l'appareil afin d'inspecter l'état de l'appareil en vue d'un décollage ultérieur. À son retour, Jürgen Schumann, âgé de 37 ans, est froidement assassiné . L'avion est ravitaillé à 6 heures et le copilote Jürgen Vietor parvient laborieusement à décoller pour la capitale de la Somalie, Mogadiscio.

### Mogadiscio
À 6 h 22, heure locale, le Landshut improvise un atterrissage à Mogadiscio. Mahmud annonce à Vietor qu'il était libre de quitter l'avion car il n'avait pas l'intention de re-décoller. Cependant Vietor choisit de rester à bord. Le corps de Schumann est jeté sur le tarmac. Un ultimatum est fixé à 16 h 00 et, si les prisonniers ne sont pas libérés à cette l'heure, le commando fera exploser l'avion. Sous la menace, le gouvernement ouest-allemand accepte de libérer les prisonniers, mais annonce au commando que leur transfert à Mogadiscio prendrait plusieurs heures, aussi le commando accepte de prolonger l'heure limite de l'ultimatum à 2 h 30 le lendemain matin.

## L'assaut et la libération des otages
Les passagers et le personnel navigant de l'avion sont libérés le 18 octobre 1977 à 2 h 07 (heure somalienne) par des membres du GSG 9 ouest-allemand associés à des commandos somaliens et à des soldats du Special Air Service britannique. Lors de l'assaut, quatre otages sont légèrement blessés, tous les pirates de l'air sont abattus à l'exception de Souhaila Andrawes, seul survivante du commando, qui est légèrement blessée.
Quelques heures plus tard, les ex-otages sont rapatriés à l'aéroport de Cologne-Bonn, où ils atterrissent dans l'après-midi du mardi 18 octobre.
Le dénouement de cette crise par l'emploi d'une unité spéciale anti-terroriste et l'attitude ferme du gouvernement allemand contraste avec les détournements précédents d'avions de lignes de la Lufthansa où les autorités cédèrent aux exigences des preneurs d'otages, notamment en 1972 lors des détournements du vol 649 en février puis du vol 615 en octobre 1972.

## L'avion

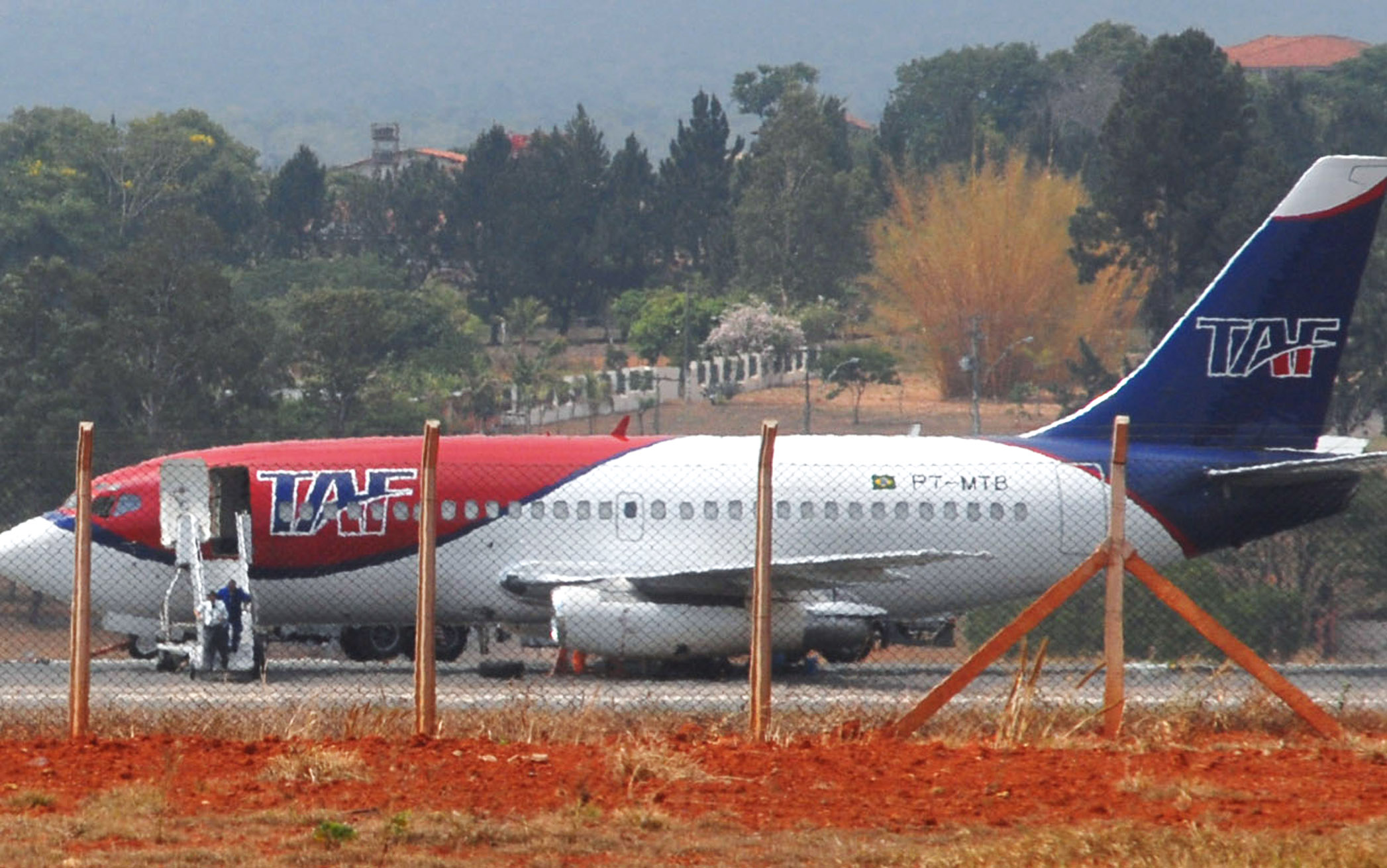
Photographie de l'avion en 2007

L'avion détourné est un Boeing 737-230 Adv qui portait le nom de la ville de Landshut en Bavière. Il a été remis en service par Lufthansa après une vérification approfondie quelques semaines plus tard. En 1985, il a été vendu à une compagnie de transport brésilienne. En janvier 2008, la compagnie brésilienne TAF Linhas Aéreas a cessé d'utiliser l'appareil à cause de graves dommages. En mai 2017, le gouvernement allemand rachète l’épave pour 20 000 euros pour l'exposer dans un musée allemand. En avril 2019, le Délégué du gouvernement fédéral pour la Culture et les Médias n'a pas encore déterminé où il sera finalement exposé.
Le nom de Landshut est encore utilisé par Lufthansa aujourd'hui, actuellement sur un Airbus A330.

## Conséquences
La nouvelle de la libération des otages a été suivie par la mort des membres de la RAF Andreas Baader, Gudrun Ensslin et Jan-Carl Raspe. Seule Irmgard Möller, autre militante de la RAF, a survécu à ses blessures. L'enquête officielle conclura à des suicides. Le témoignage d'Irmgard Möller appuie la thèse des assassinats. Le 19 octobre, le corps de Hans-Martin Schleyer a été retrouvé dans le coffre d'une voiture dans une rue de Mulhouse. Une autopsie a révélé qu'il avait été tué la veille.

## Le détournement au cinéma
- Todesspiel, documentaire de Heinrich Breloer, deuxième partie.
- L'Allemagne en automne, film de Rainer Werner Fassbinder en 1978.
- Mogadiscio, téléfilm de Roland Suso Richter en 2008.
- La Bande à Baader, film de  Uli Edel, sorti en 2008.